# Pore
Eine Pore (griechisch πόρος póros, fachsprachlich auch lateinisch Porus „Öffnung“, „Loch“) ist eine sehr kleine Öffnung, Höhlung oder Vertiefung. Es wird zwischen Mikro-, Meso- und Makroporen unterschieden. Die zugehörige Stoffeigenschaft ist die Porosität.

## Vorkommen
Poren lassen sich zum Beispiel in biologischen Geweben wie Blättern oder Haut finden, wo sie die Durchlässigkeit für Luft, Wasser und gelöste Stoffe in einer Membran ermöglichen. Von großer Bedeutung sind sie dabei in der Bodenkunde und Hydrogeologie, wo sie den Wasser- und Lufthaushalt wesentlich mitbestimmen. So stellt das Porenvolumen neben dem Grad der Vernetzung der Poren den wichtigsten Faktor der Permeabilität dar.
Poren entstehen auch in Metallen bei Schmelz- und Gießvorgängen.
In der Schmelze gelöste Gase treten noch aus, während die Schmelze erstarrt, so bleiben die Gasblasen gefangen und bilden Poren im Material.
In manchen Stoffen werden Poren absichtlich geschaffen, um eine isolierende oder voluminöse Form herzustellen. So stellt man Schaumstoff, geschäumte Metalle (Metallschaum), Schaumglas, Porenbeton und Aerogele her.
Bei der Backwarenherstellung sind Poren durch biologische, chemische oder physikalische Lockerung (Gasbildung durch Triebmittel) sehr wichtig, da die Backwaren im Inneren sonst nicht in der vorgegebenen Zeit durchgebacken wären. Ohne Porung blieben die Backwaren ungenießbar. Zur Beurteilung von Broten werden sogenannte „Porentabellen“ verwendet, mit denen die Dichte, Größe und Gleichmäßigkeit von Poren beurteilt werden.
Im Küchenbereich wird beim Braten von Fleisch oft von „Poren“ gesprochen, die sich durch scharfes Anbraten schließen sollen, dies ist jedoch unzutreffend, da Fleisch als Muskelgewebe keine Poren per se aufweist.
In der Mykologie werden das Hymenophor der Porlinge sowie die Mündungen der Röhren bei Röhrlingen als Poren bezeichnet.

## Porendichte
Das Verhältnis aus Anzahl n der Poren zur Fläche A oder aus Anzahl n der Poren zur Länge L ergibt die Porendichte:
{\displaystyle {\text{Porendichte}}={\frac {n_{\text{Poren}}}{A}}}
Die Angabe erfolgt in pores per square inch oder metrisch in Poren pro cm².
{\displaystyle {\text{Porendichte}}={\frac {n_{\text{Poren}}}{L}}}
Sie wird als Maßeinheit z. B. für Filtermaterialien in der Einheit ppi (pores per inch, pores per linear inch) angegeben.
Die entsprechende Größe im metrischen System ist die lineare Strukturdichte (structure linear density), die in 1/mm angegeben wird. Analog zum Linienschnittverfahren werden dabei die Grenzen der Poren entlang eines Schnittes gezählt.